# Валари
Валарите (единствено число валар) са герои в легендариума на Дж. Р. Р. Толкин и част от айнурите – първите същества създадени от Еру. Както е разказано в Айнулиндале, Валарите са онези айнури, които се събират заедно, за да придадат на музиката на айнурите физическа форма. Така се появява Арда(Земята). Изследователите на Толкиновото творчество откриват прилики между айнурите с ангелите в християнството служещи на единствената висша сила – бог, макар Толкин всячески избягва подобни асоциации, освен с илюстративна цел. Наистина, ролята, произхода и безсмъртието на айнурите биха могли да се оприличат на същества с ангелски и архангелски ранг, които сами могат да избират формата си.
Валарите се споменават за кратко във „Властелинът на пръстените“. Техния произход и роли са разгледани по-подрбно в публикуваните посмъртно сборници „Силмарилион“ и „История на Средната земя“1. Споменават се и в „Недовършени предания“.

### Валари и айнури
Айнурите са първите същества, наречени духове, създадени от Еру Илуватар. След създаването на Арда от него, няколко айнури решават да влязат в новосъздаденият суров свят и да помогнат за оформянето му, както е бил в общата им мелодия. Тези айнури се наричат валари (ж.р. валиери), а още една група се отделят – маяри – същества с по-нисък ранг, помощници и слуги на валарите. Ако на валарите се гледа като на архангели, които са се установили за постоянно в нашия свят, маярите са по-скоро като обикновени ангели, които се привързват към един от великите валари, учат се от тях и им помагат в техните дела. Силата и мъдростта на маярите е много различна и някои очевидно се доближават до нивото на валарите, докато други остават по-ниско.

## История на валарите
Валарите, общо петнадесет, обединяват най-великите измежду айнурите поемат функции, сравними с тези на боговете от гръцката митология например, способни да променят света и формата му, да издигат планини, да създават морета, да ваят долини, реки, гори и зверове и най-вече разумни раси.
Еру Илуватар за първи път разкрива пред айнурите своята велика визия за света чрез музика. Ако се направи препратка към библията на християнството където се казва че “първо бе светлина”, то в сътворяването на Арда може да се каже, че “първо бе музиката”. Във всички произведения за средната земя музиката заема много важна част и неслучайно е източник на сътворяване на нов свят. В първоначалната музика на Еру постепенно се включват и айнурите, всеки от тях добавяйки собствени тонове и мелодии, но търсейки унисон с основната музика. Така всеки айнур има роля в създаването на общата музика, вплитайки своите видения и интерпретации. Един от тях обаче – Мелкор винаги вплитал мелодия, която не била в съзвучие и синхрон с останалите. След като музиката приключва Еру предлага избор на айнурите – да живеят с него или да влязат и създадат света, който те са създали с общата музика. Онези айнури, които избират да влязат в света, стават известни като валари. Сред тях най-могъщи и мъдри са Манве върховен владетел на валарите и Мелкор, като негов брат. Тъй като валарите са същества (духове) създадени заедно, в случая не става въпрос за непременна роднинска връзка. В Айнулиндале се пояснява, че двамата били еднакви по сили и мъдрост в мислите на Еру и това може да се интерпретира като братство. Макар и еднакви по замисъл, двамата се отличават драстично: Манве – с безкористната си любов към музиката на Ери и егоистичната любов на Мелкор към самия себе си, опитващ се да промени всичко по свое желание. Мелкор е описан като неспособен на чувства, освен омраза към всичко сътворено от валарите, а най-голяма неприязън изпитвал към децата Еру, дошли по-късно и известни като елфи и хора.
Мелкор (по-късно наречен Моргот, „Мрачният владетел“) пристига пръв в новосътворения свят, предизвиквайки неразбории и разруха, където и да стъпи. Когато останалите валари пристигнали, те видели как присъствието на Мелкор застрашава от унищожение музиката на Еру и с помощта на Тулкас успяват временно да изгонят Мелкор. След това започнали да поправят и оформят света според общата музика, противопоставяки се на мрака и грозотата на сътворена от фалшивите тонове на Мелкор. До този момент над новия свят царял мрак и валарите решили да създадат едно най-великите си творения – двете дървета – Телперион и Лаурелин. Явана създала първо Телперион – с тъмнозелени листа отгоре и сребристи отдолу и разпръсквал сребристобяла светлина над Арда. След това създала и Лаурелин – със златисти листа и сияел със златиста светлина. Докато Телперион разпръсквал своята светлина, Лаурелин почивала (Леорелин е в женски род и се представя като партньор на Телперион(мъжки род)) и обратното. За кратко светлината от двете дървета се припокривала и това била най-прекрасната светлина в света на Арда.
Изначално валарите обитават остров Алмарен в средата на света, но след унищожаването му се преместват в западния континент Аман и основават Валинор. Мелкор отново се завърнал с многобройни зли създания, в чиято поквара хвърлял всичките си сили по време на изгнанието си. Войните с валарите започнали с още по-голяма сила, но Мелкор бил победен и захвърлен в пустотата, където да чака три епохи. След изтичането на този срок Манве освободил Мелкор и се доверил в промяната на своя събрат, макар много валари да били против и не вярвали, че Мелкор ще се промени. Виждайки колко много са постигнали валарите, завистта му пламнала още по-силна, а с нея и желанието му да пороби всичко и всички. Въпреки това успял да укрие мислите си и за известно време изглеждало като да се е променил, но през това време тайно кроял планове за унищожение на всичко сътворено от валарите. С помощта на Унголиант нахлува във Валинор и извършва едно от най-жестоките си дела – унищожаването на Двете дървета, които дори и Ниена не могла да върне към живот. Горделивият Феанор не пожелал да даде сътворените от него силмарили, в които успял да улови светлината на двете дървета и с чиято помощ имало надежда за изцелението им. Докато валарите молели Феанор за това, Мелкор откраднал силмарилите от дома на Феанор убивайки бащата му и избягал в Средната земя. Това събитие довежда до други две: подведени от Феанор много Нолдори напускат Валиор и хукват да преследват Моргот навличайки си прокобата на Мандос, а Валарите променят земята и разделят Аман от Средната земя. С второто се затваря обратния път на Нолдорите към безсмъртните земи. След укриването на Валинор, от всички Валари единствен Улмо – повелителят на водите посещава Средната земя.
В следващите векове елфи и хора водят безплодни войни срещу Моргот и нито една от тях не се увенчава с успех. Разкъсвани от вътрешни конфликти и двата народа не успяват да потиснат различията си и обединят сили в името на победата над общия враг. Тези конфликти са пряк и косвен резултат от действията на Феанор и убийствата на събратята му. Последната поява на Валарите в Средната земя е във Войната на гнева, в която идват на помощ на всички народи и успяват да победят и низвергнат Моргот. Тази война показва силата на Валарите, защото след края и те променят облика на цялата Средна земя – повалят и издигат нови планини, преместват реки. С падането на Мелкор отпада и прокобата на Мандос и всички елфи получават право отново да се завърнат във Валинор.

### Втората епоха
През втората епоха Валарите създават остров Нуменор като убежище за едаините, на които е отказан достъп до Аман, но им е дадено господство над останалия свят. Нито един от Валарите повече не се появява в Средната земя след края на Войната на гнева. По това време един от маярите на Ауле – Саурон, привлечен от Моргот и превърнал се в негов най-доверен пълководец започва да събира мощ. Неговите козни и лукавство разпалват у кралете на Нуменор горделивост и арогантност, която довежда до открито нападение над Аман. Търпението на Валарите се изчерпва и те унищожават цялата армия на нумунорците, а остров Нуменор е погълнат от морето както и цялата местност  Белерианд. Шепата оцелели успяват да се доберат до Средната земя, където основават различна кралства, сред които Гондор.

### Третата епоха
Ролята на валарите в третата епоха е изпращането на маяри, известни в Средната земя като вълшебници в помощ на елфи и хора в борбата им срещу Саурон. От всички маяри само един остава верен на задачата си – Гандалф.

## Валари и валиери
Върховните повелители на Арда са осем от най-великите валари: Манве, Варда, Улмо, Явана, Ауле, Мандос, Ниена и Ороме. Имената им са дадени от елфите във Валинор, докато във Средната земя те имат други, например Варда наричали Елберет. С изключение на Ороме, дадените имена не са действителна, а по-скоро прозвища и сведения за истинските им имена не са дадени никъде. От седем валари и седем валиери само Улмо, Ниена и Мелкор нямат партньори, останалите образуват двойки. Очевидно това е форма на духовен съюз, тъй като в по-късната концепция на Толкин те не се възпроизвеждат по начин, напомнящ на класическите гръцки богове. Еру Илуватар създава валарите (и всички айнури) според своята мисъл и следователно може да се счита за техен баща. Не всички от Валарите обаче са братя и сестри; където се смята, че това е така, то е защото те са такива “в мисълта на Илуватар“. Валарите са тези, които първи образуват съюз който може да се определи като брак, и този обичай се предава и на елфите.

### Валари

#### Манве
Манве е най-благородния и най-велик по мъдрост, знания и умения (но не и по сила), наричан още Повелител на Арда, въздуха и ветровете. Негова съпруга е Варда Елентари.

#### Улмо
Улмо е повелител на водите и един от главните създатели на Арда.

#### Ауле
Наричан още Ауле творецът или Ауле Създателя и съпруг на Явана. Единствен от всички валари създава собствен народ (раса) – тази на джуджетата, които го наричат Махал. Това дело не присъства в общата музика и този факт определя особения статут на джуджетата в много отношения спрямо останалите народи в Средната земя и техните умения. Еру разбира за припряната постъпката на Аулe, която е в дисонанс с музиката. Ауле предлага да унищожи творението си, но Еру го спира и прощава прибързаността му, разбирайки, че намерениета му са благородни. Въпреки това, седемте бащи на джуджетата са оставени да спят дълбоко под планините, докато първо се пробудят другите народи и не се нарушава изначалната музика. Ауле изковава веригата Ангаинор, с която е окован Мелкор, създава корабите на слънцето и луната, а също и светилниците на Арда.

#### Ороме
Ороме наричат още с имената Алдарон Господар на горите, Арум, Бема, Араме Великият ездач е брат на Неса и съпруг на Вана. Един от най-отдадените в борбата срещу Моргот и орките и най-страшен сред валарите в гнева си. Язди огромен жребец на име Нахар и носи боен рог – Валарома, а хрътката на валарите Хуан е негов чест придружител в пресладването на орки и зли твари в Средната земя.

#### Мандос
Мандос или Намо е съдник на мъртвите, гладен съветник на Манве и пазител на душите на елфите. Съпруг на тъкачката Ваире, Мандос е описан като строг и безстрастен. Когато нолдорите напускат Аман в преследване на Маргот, Мандос хвърля проклятие над тях заради постъпките им и съветва Манве, нито един от тях да не бъде допуснат да се върне. Пророчествата и преценките на Мандос, за разлика от тези на Моргот, не са жестоки или отмъстителни по негов собствен замисъл. Те са просто волята на Еру и той няма да ги оспори, освен ако не му бъде заповядано от Манве. Мандос проявява съжаление само веднъж – когато Лутиен пее за мъката, която тя и нейният любим Берен са преживели в Белерианд.

#### Лориен
Ирмо, по-често наричан Лориен заради мястото, което обитава. Лориен и Мандос са феантури – господари на духовете. Лориен, по-младият, е господар на виденията и мечтите. Градините в земята на валарите, където той живее със съпругата си Есте, са най-приказните места в света и са изпълнени с много духове. Всички във Валинор, откриват в тях място за почивка и освежаване. Като повелител на мечтите, той и слугите му са наясно с копнежите на всяко от децата на Еру. Олорин, или Гандалф както е известен в Средната земя е един от маярите на Ирмо, може би най-надареният и мъдрият от тях.

#### Тулкас
Тулкас е последен от валарите, който се спуска в Арда и с негова помощ се накланят везните срещу Мелкор след разрушаването на Двете дървета. Физически най-силният от валарите, а юмрукът е единственото му оръжие. Смее се и в игра, и във война, дори и в лицето на Мелкор. Съпруг на Неса. Гневът му се разпалва бавно, но и бавно се уталожва, бавно забравя и затова най-силно се противопоставя срещу освобождаването на Мелкор след изтичането на присъдата му.

### Валиери

#### Варда
Наричана Елентари на куеня и Елберет Гилтониел на синдарински, Дама на звездите. Запалва първите звезди преди айнурите да слезят в света, а по-късно ги осветява със златна и сребърна роса от Двете дървета. От всички валиерие, Мелкор се страхува и мрази най-много нея, защото тя го отхвърля преди набалото на Времето. Елфическата песен “А Елберет Гилтониел” се появява в три различни форми във „Властелинът на пръстените“.

#### Ниена
Ниена е дама на милостта и състраданието, учителка на Олорин. Плаче постоянно, но не за себе си, а онези които я слушат се учат на съжаление и издръжливост в надеждата. Тя дава сила на тези в чертога на Мандос. Нейните сълзи са от състрадание, а не на тъга и често имат сила да изцеляват – с тях тя напоява Двете дървета и измива отровата на Унголиант. Тя е сред малкото валари, изпитала съжаление над Мелкор и призовава за освобождаването му след присъдата, тъй като нейната същност не може да види и прозре злата му природа.

#### Есте
Есте е лечителка на болка и умора, съпруга на Ирмо. Името й означава “почивка”, сиво е нейното облекло, а почивката - нейният дар. Заедно с Ирмо живеят в градините на Лориен във Валинор.

#### Вайре
Съпруга на Мандос, тя изтъкава историята на света в своите гоблени, с които са украсени всичките чертози на Мандос.

#### Явана
Наричана Кралица на Земята и повелител на плодородието, съпруга на Ауле. Създава Двете дървета и отговаря за келвара (животни) и олвара (растения) в Арда. Явана създава ентите, за да даде на дърветата разум да се опазят от безогледната сеч на джуджетата, които съпругът й създава.

#### Вана
Кралица на цъфналите поля и вечната младост, съпруга на Ороме и по-млада сестра на Явана. Всички цветя резцъфват щом тя минава покрай тях и се обръщат щом ги погледне, а всички птици запяват с нейното идване. Тя обитава градини, покрити със златни цветя и често се разхожда в горите на Ороме. Толкин пише, че Вана е най-съвършено красивата по форми и черти, подобно на непринуденото съвършенство на формите в живата природа.

#### Неса
Съпруга на Тулкас и сестра от Ороме. Надарена с ловкост и бързина тя е в състояние да надбяга дори елените, които я следват в дивата природа. Известна с любовта си към танците и тържествата на вечнозелените поля на Валинор.

## Враговете

### Мелкор
Мелкор или Моргот Бауглир, както е наречен от Феанор, е първият Мрачен владетел. Името му означава „онзи, който се въздига със сила“. Той е първият от айнурите, създаден от Еру Илуватар, и този, който създава раздори в музиката на айнурите. Духовен брат на Манве, той е и най-могъщият от валарите, тъй като е единственият познаващ всички аспекти на мисълта на Еру. След края на Войната на гнева е прокуден извън пределите на Арда.